# اوبلیچکا سنا
اوبلیچکا سنا (به صربی: Oblička Sena) یک منطقهٔ مسکونی در صربستان است که در ناحیه پچینیا واقع شده‌است. اوبلیچکا سنا ۵۲ نفر جمعیت دارد.